# 热设计功耗
熱設計功耗（英語：Thermal Design Power，縮寫，又譯散熱設計功率）是指處理器在运行實際應用程式時，可產生的最大熱量。TDP主要用於和處理器相匹配時，散熱器能夠有效地冷卻處理器的依據。

## 概論
TDP通常作為台式、筆記本電腦散熱系統設計、大型電腦散熱設計等散熱／降耗設計的重要參考指標。TDP越大，表明CPU在工作時會產生的單位時間熱量越大。對於散熱系統來說，需要將TDP作為散熱能力設計的最低標準，也就是散熱系統至少要能散出TDP數值所表示的單位時間熱量。例如，一個筆記型電腦的中央處理器TDP被標示為20W，這代表它必須搭配至少20W熱功率的消散方式（通過主動式散熱手段如使用風扇，或是被動式散熱手段如熱管散熱）而不超出晶片的最大結溫。

## TDP與CPU功耗

### 定義
测量TDP时需要保证CPU所有核心全速运行、最大化测试温度（一般是Tj 105°C，CPU芯片温度）、包括核心电压（VDD）、NB电压（VDDNB）、IO电压（VDDIO）、VLDT、VDDA等在内的电路电压最大化。95W的TDP意味着CPU散热器要能在1秒内将95焦耳的热量散发出去，这样CPU就不会因为散热不及时导致热量积累进而烧坏CPU。但後來演變為基礎頻率下的全核平均功耗顯示

### SDP
英特爾在Y系列移动处理器中，又提出了SDP（Scenario Design Power，场景设计功耗）的概念。SDP的场景设计可以理解为某些日常使用，它模拟的是CPU在这样常规负载中的功耗，SDP是反应CPU轻负载下的功耗值，而不是TDP所表述的针对散热设计的指标，本质上是有区别的，单纯从数值上讲，SDP要比TDP低不少，这也是引发争议的关键。以其中的Core i3-3229为例，正常的TDP为13W，而SDP只有7W！以这批7W SDP功耗的Y系列处理器为例，其中的Core i7-3689Y频率是1.5GHz，TDP功耗是13W，最高可以加速到2.6GHz，但是SDP 7W的情况下其默认频率只有800MHz（Turbo最高频率也能达到2.6GHz）。不过Intel也称这种7W SDP的处理器并不能经常或者长时间加速到高频率，因此它用于在长时间运行游戏或者渲染视频之类的任务中有些勉强。

## 誤解
大多數計算機設備容量用伏安（VA）表示，DEC和IBM有些計算機則用瓦特（W）表示容量。不斷電系統（UPS）用VA表示容量更能反映出其和負載的匹配程度。
APC所有的UPS都同时提供了W和VA两种數值。当UPS厂家指出了额定W值，而没有标出功率因素和额定VA值，用户可以假定这是在功率因素为1时，W=VA，而实际上厂家指的是UPS额定VA值。实际对计算机负载W值为该标出值的60－70％，所以一个额定值为100W的UPS能驱动一个100W的灯泡，但只能驱动一个65W的计算机。